# Гімназія № 16 (Кременчук)
Кременчу́цька гімназія № 16  заклад загальної середньої освіти №16 розташований в Кременчуці на Першому занасипу.

## Історія

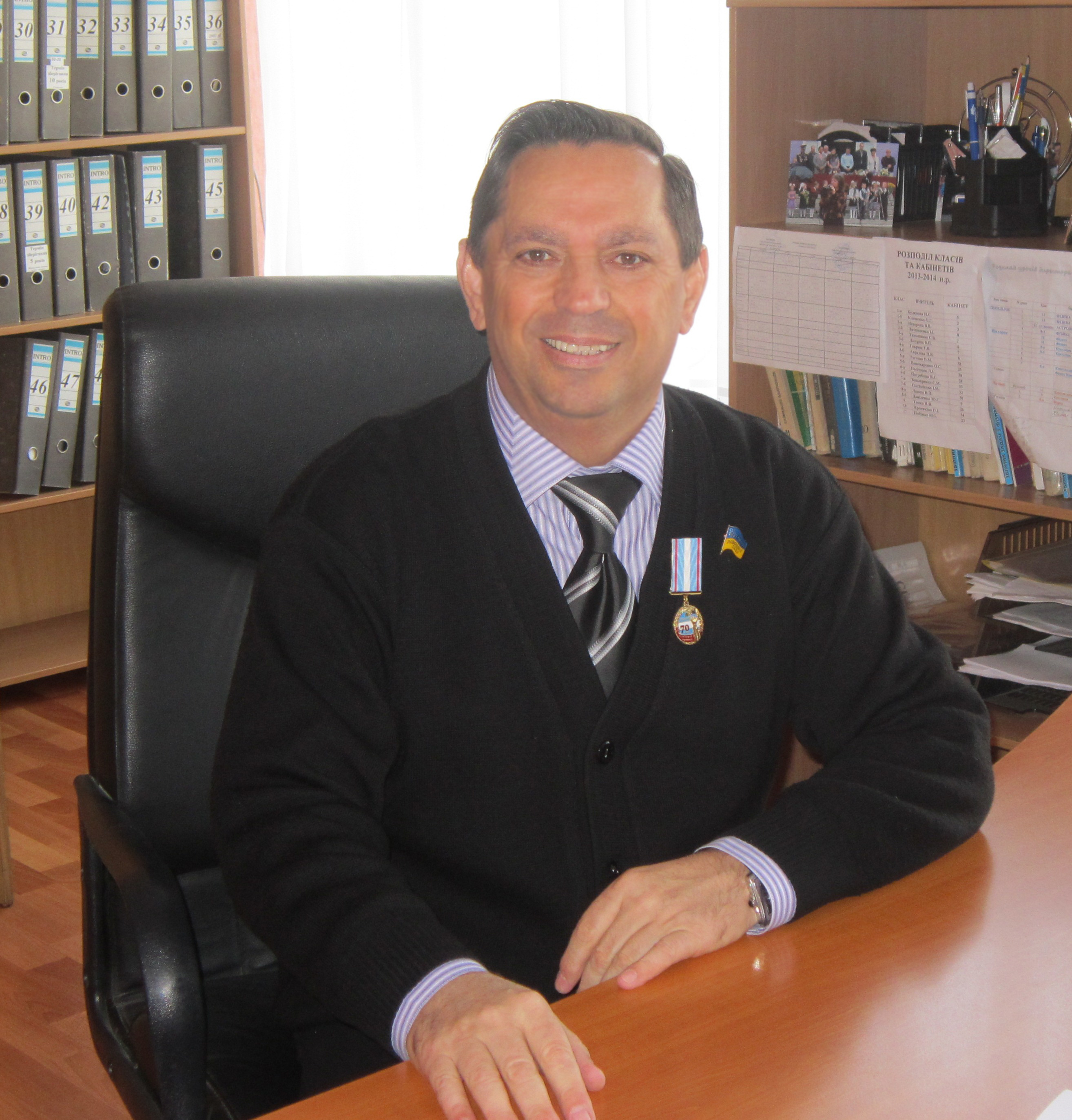
Довбня Олексій Васильович (1991—2004; 2006 — до цього часу)

Гімназію почали будувати в 1972 році в районі вулиці маршала Говорова(В'ячеслава Чорновола) та провулку Військового. Фінансування будівництва здійснював Крюківський вагонобудівний завод, будувати гімназію розпочав домобудівний комбінат № 3, а закінчувало будівельно-монтажне управління «Житлобуд». На початку квітня 1974 р. будівництво гімназії було завершено.
1 вересня 1974 р. було прийнято перших гімназистів.
25 липня 2016 року гімназії виповнилося 80 років Туру Івану Олексійовичу — першому директору гімназії № 16 м. Кременчука (колишня гімназія № 29). Він очолив гімназію в 1974 році працював директором гімназії до 1980 року. Народився 25 липня 1936 року, у с. Новоіванівка Хорольського району Полтавської області. Освіта: 1953—1957 рр. навчання в сільськогосподарському технікумі села Красногорівка Великобагачанського району за спеціальністю бухгалтер; 1960—1965 рр. навчання в Полтавському педагогічному інституті ім. В. Г. Короленка. Має диплом учителя історії, української мови та літератури. З 1965 до 1969 р. працював учителем та заступником директора з виховної роботи в гімназії № 29 (колишня гімназія № 6); 1969—1973 рр. — директор гімназії № 14. Громадська діяльність: З 1967 р. — член КПРС; з 1989 р. — член Народного Руху України; 1989 р. — член товариства української мови ім. Т. Г. Шевченка у м. Кременчук; з 1991 р. — член дослідницької групи з вивчення фактів голодомору 1932—1933 рр. у селі Кам'яні Потоки Полтавської області; з 1991 до 1994 рр. — постійний делегат з'їздів дослідників голодомору в м. Києві; з 1989 до 2010 року — член та голова дільничних та територіальної виборчої комісії; активний учасник акцій, мітингів, маршів за встановлення вперше на Лівобережній Україні синьо-жовтого прапора у м. Кременчуці.
30 вересня 2017 р перестало битися серце Івана Олексійовича Тура.
З 1980—1991рр — директором гімназії була сьогодні покійна Манженко Діна Сергіївна. Народилася Манженко Діна Сергіївна 17 грудня 1935 року в м. Кременчуці в сім'ї службовців. Навчальний заклад закінчила  в 1953 році. З 1953 по 1959 роки навчалася в Харківському державному педагогічному інституті на фізико-математичному факультеті.  З 1961 року — член КПРС. Розпочала свою педагогічну діяльність учителем математики в гімназії № 14, заступником директора ліцею № 10,  гімназії№ 16. 1 вересня 1980 року була призначена директором гімназії № 16 і працювала керівником до 28 червня 1991 року.  У  1970 році Діна Сергіївна була  нагороджена  державною  нагородою СРСР, медаллю «За трудову доблесть»  за свою  трудову діяльність, нагороджена знаком «Відмінник народної освіти» та медаллю «Ветеран праці». Вона була передовим борцем за соціалістичне будівництво, показувала  зразки високої продуктивності праці, сприяла розвиткові освіти в  м. Кременчуці. Для неї були характерні цілеспрямованість і наполегливість у роботі, вимогливість до себе і підлеглих та притаманна чудова властивість згуртовувати навколо себе людей.
З 1991 року по 2024 рік гімназію очолював Довбня Олексій Васильович. Біографія: Довбня Олексій Васильович народився 15 квітня 1954 року в с. Хоружівка Недригайлівського району Сумської області. Освіта : 1971—1976 рр навчання в Дніпропетровському металургійному інституті, теплофізичний факультет, інженер-технолог ; 1980—1982 рр навчання на фізико-математичному факультеті Воронізького педагогічного інституту, учитель фізики. Має звання «учитель-методист», нагороджений знаком «Відмінник освіти України». Громадська діяльність: Депутат Крюківської районної ради 5-х скликань м. Кременчука Полтавської області. Нагороджений почесним знаком ЗА ЗАСЛУГИ ПЕРЕД МІСТОМ (2010р). Олексій Довбня написав бестселер про своїх нащадків.   Ось як розпочинається його розповідь: « Для багатьох написання історії роду є актуальним. Книга „Від роду до роду“— спосіб зібрати таку історію. Працюючи над книжкою, розумів, що дуже важко знайти універсальний варіант відображення родинного дерева. Адже хтось може докопатися до шостого коліна, а комусь зробити це буде важко. Тому дотримувався  золотої середини». Генерал-хорунжий, заступник головного отамана з питань освіти, молоді Полтавського українського козацтва. Нагороджений Благословенною Грамотою перед Українською православною Церквою та побожним українським народом Патріархом Київським і всієї Руси-України Філаретом, а також Подячною грамотою Єпископом Полтавським і Кременчуцьким.

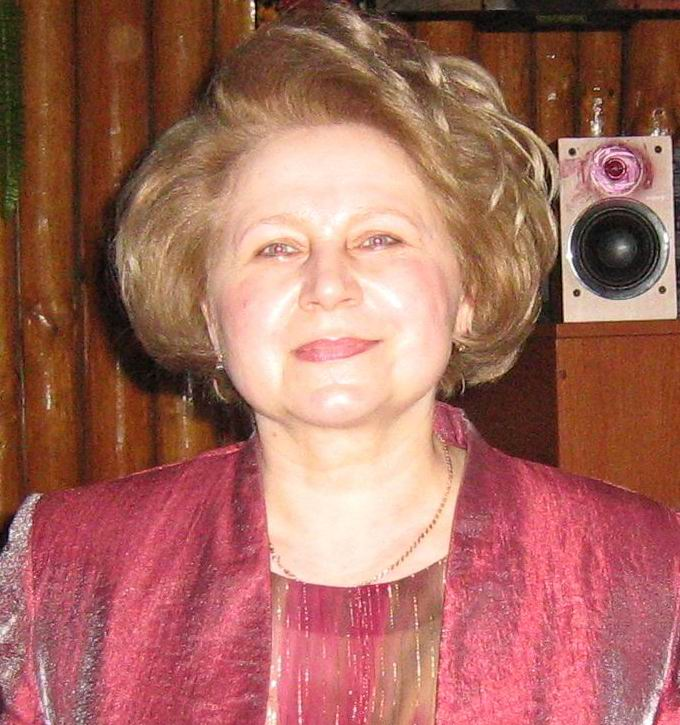
Шишко Аліна Петрівна (2004—2006)

У 2004—2006 роках Олексій Васильович працював начальником управління освіти виконавчого комітету Кременчуцької міської ради, а директором гімназії була Шишко Аліна Петрівна. Народилася 08.10.1954 р. у с. Борисовщина Мінської обл., Білорусь. У 1973 р. закінчила Мінське педагогічне училище і розпочала свою трудову діяльність у гімназії № 14 м. Кременчука, яку на той час очолював Тур І. О. З 1974 р. працювала вчителем початкових класів, а з 1992 р. — заступником директора з навчальної роботи гімназії № 16. У 1983 р. закінчила Кіровоградський педагогічний інститут ім. А..С. Пушкіна. На посаді директора Аліна Петрівна продовжила курс попереднього й нинішнього керівника Довбні О. В. на перетворення гімназії в заклад, де головною діючою особою є учень, де панують толерантність, взаємоповага та взаємодовіра, високий культ знань, патріотизму та моральності. Має звання «Учитель-методист» та відзнаки «За вклад у розвиток освіти Полтавщини», «Відмінник освіти України».
Із спогадів Тура І. О.(першого директора гімназії № 29, сьогодні гімназія № 16): «За генеральним планом забудови міста початку 60-х рр. першого Занасипу отримував велику перспективу житлової забудови. На жаль, життя внесло свої корективи і цей план не було здійснено, але будівництво житла в мікрорайоні було розпочато. З появою перших 5-и поверхових будинків № 11, 13, 15, 19 та 21.
Виникла нагальна потреба будівництва середньої школи на 1280—1320 учнівських місць. Її будівництво розпочалось у 1972 р. у районі вулиці Маршала Говорова(В'ячеслава Чорновола) та провулку Військовому. Фінансування будівництва здійснював Крюківський вагонобудівний завод, будувати школу розпочав домобудівний комбінат № 3, а закінчувало будівельно-монтажне управління „житлобуд“. На початку квітня 1974 р. будівництво школи було завершено. 1 вересня 1974 р. настала урочиста мить — відкриття нової гімназії. Та якої! Для жителів першого Занасипу, що проживали в приватних будинках з єдиним тісним магазинчиком, це була не просто гімназія — це був величезний гімназійний палац: 4-поверховий навчальний корпус сімдесятиметрової довжини на 32 класні кімнати; двоповерховий, такої ж довжини службовий корпус з гімназійною їдальнею на першому поверсі та актовим залом на другому; великий спортивний зал.
Обидва ці корпуси були з'єднані двоповерховим тридцятиметровим переходом, де були розміщені навчальні кабінети, учительська та інші службові приміщення. А такого гімназійного двору, який мала наша гімназія, не мала жодна гімназія міста: тут розмістилися не тільки зелені трав'яні майданчики, а й цілий гімназійний дендропарк, велика теплиця і навіть гімназійний стадіон зі своїм гімназійним футбольним полем, біговою доріжкою та спортивними майданчиками. Щоправда, за будівництво цього стадіону довелося добре „повоювати“, бо треба було знести 5 приватних будинків, а їх мешканцям надати комунальні квартири.
Не передбачені проектом зміни в будівництві вдалося здійснити завдяки прекрасному майстру будівельної справи виконробу Бабенко Віктору Григоровичу.
В перші роки становлення нової гімназії доводилося долати доволі складні проблеми матеріального, фінансово-господарчого та психологічного характеру. Створювалися вони такими обставинами:1)абсолютно новий колектив учителів та учнів;2) відсутність будь-якої раніше створеної матеріальної бази; 3) це було позапланове будівництво, а тому фінансування і оснащення гімназії офіційно не передбачалося. На виручку прийшли ентузіазм і самовіддана праця вчителів та безкорислива допомога батьків. Це завдяки їм класи наповнювалися нестандартним обладнанням, дидактичними матеріалами, навчальними посібниками.
Перший рік гімназія працювала в складі 15 класів, де навчалися 452 учні. А тому третій і четвертий поверхи навчального корпусу гімназії були закриті. Однак темпи житлової забудови мікрорайону наростали і гімназія швидко заповнювалася новими мешканцями».
1 вересня 1974 року настала урочиста мить відкриття нової гімназії № 29. «Для жителів Занасипу, більшість з яких проживала в приватних будинках, це була не просто гімназія, а величезний палац»,- згадує перший директор І. О. Тур(роки діяльності). Чотирьохповерховий навчальний корпус сімдесятиметрової довжини на 32 класні кімнати, двоповерховий  службовий корпус із великим спортивним залом на першому поверсі та актовою залою на другому. Обидві будівлі були з'єднані двоповерховим переходом, де розміщувалися навчальні кабінети, учительська та інші службові приміщення. Гімназія була розрахована на 1320 учнівських місць. У перший рік роботи освітнього закладу відкрилося 15 класів, де навчалося 452 учні. У дитячій їдальні  запущено єдину в місті автоматичну  лінію гарячого харчування, завдяки якій обслуговувалося до 500 учнів.
У жодній гімназії міста не було такого просторого подвір'я. Завдяки прекрасному майстру В. Г. Бабенку, який здійснив непередбачені проектом зміни в будівництві, на місці п'яти приватних будинків розмістився великий стадіон із гімназійним полем та  біговою доріжкою. Біля стадіону закладено велику теплицю, а перед навчальним корпусом — справжній дендропарк з різними видами дерев та кущів.
У перші роки становлення гімназії доводилося вирішувати  складні проблеми матеріального, фінансово-господарчого та психологічного характеру, викликані цілим рядом обставин: абсолютно новий колектив учителів та учнів, відсутність будь-якої матеріальної бази. Позапланове будівництво закладу не передбачало офіційного фінансування. Тільки завдяки  ентузіазму й самовідданій праці вчителів та безкорисливій допомозі батьків  кабінети наповнилися нестандартним обладнанням, дидактичними матеріалами, навчальними посібниками.
У 1977—1978н.р. кілька навчальних закладів міста було перейменовано, у тому числі й наш. Тепер І. О. Тур, учитель історії, очолював гімназію № 16. Майстер своєї справи, людина авторитетна та непохитна у своїх переконаннях, він усіляко сприяв творчій активності педагогів. Взірцем самовідданої роботи з дітьми стала В. О. Чепенко, «учитель-методист», заступник директора з виховної роботи (1991—2002 рр.). Майже 40 років натхненної праці віддала вона гімназії, нагороджена знаком «Відмінник народної освіти» та медаллю «Ветеран праці». Улюбленицею малечі стала А. П. Шишко, «учитель-методист», нагороджена знаком «Відмінник освіти України», яка працює з перших днів роботи гімназії й до сьогодні. За цей час займала посади заступника директора з навчально-виховної  роботи (1992—2010 рр.) та директора гімназії (2005—2007 рр.). Любов до спорту в гімназистів  плекав учитель фізичної культури Ю. Г. Хомяков, який полишив професійний футбол заради роботи з дітьми. Озеленення великого гімназійного подвір'я розпочала вчитель біології В. У. Кошель. Вона невтомно працювала з дітьми, висаджуючи дерева та кущі, закладаючи клумби, квіткові доріжки, а велика шкільна теплиця перетворилася в справжню оранжерею.
Багато років чесної праці віддали гімназії вчителі математики — Л. М. Озірна, П. Н. Соліна, Л. В. Тимофеєва, фізики — А. П. Шульга, географії — Н. І. Гиря, хімії — Г. Ф. Ектова, української мови -  Л. П. Коростишева, російської мови -  Н. І. Никанорова, праці — В. К. Філімонова, початкових класів — А. І. Акімова, Л. Д. Бариба, Л. М. Литвинова, Г. М. Бестемьянникова. Неабияких зусиль для утримання приміщення та подвір'я гімназії докладала завідувачка господарства К. С. Бабенко, яка проживала в гімназійній квартирі.
За роки 10-ї п'ятирічки (1975—1980 рр.) у навчальних закладах Крюківського району було здійснено перехід на нові навчальні програми, поліпшилася матеріальна база, запроваджено кабінетну систему та використання технічних засобів (телевізорів, магнітофонів, проекторів) у навчальному процесі. У 1980-х рр. керувала закладом Д. С. Манженко, учитель математики, нагороджена знаком «Відмінник народної освіти УРСР» та «Відмінник народної освіти СРСР». Кількість учнів  була найбільшою (1200 осіб), навчання здійснювалося в дві зміни, наповнюваність класів — понад 40 учнів.
У гімназії з'явилися спеціалізовані навчальні кабінети (хімії, фізики, біології, музики) з новим обладнанням, майстерні для хлопців, кабінети обслуговуючої праці для дівчат, спальні кімнати для дітей груп продовженого дня. На високому рівні проводилася туристично-краєзнавча робота. Учитель географії Н. М. Козаченко згуртувала колектив учнів, який здійснював походи Полтавщиною й посідав призові місця в обласних конкурсах. Спортивне спорядження (намети, спальні мішки, рюкзаки) та форму придбати допомагали базові підприємства-шефи: річковий порт, кар'єроуправління, завод селікатної цегли, хлібзавод.
Парк Студентський, що розташований неподалік від школи, став полем діяльності учнів. Кожного року діти висаджували та доглядали дерева, проводили спортивні ігри та змагання. Роботу піонерської організації гімназії очолила учениця Кривич Оксана, у подальшому президент міського піонерського штабу «Орлятко» (нині О. М. Гуйда, депутат міської ради  VI скликання).
У 1985 році в гімназії було відкрито Кімнату Бойової Слави, експозиції якої висвітлюють  історію бойового шляху 214-ї Кременчуцько — Олександрійської Червонопрапорної орденів О. Суворова та Б. Хмельницького стрілецької дивізії, яка визволяла м. Кременчук від фашистських загарбників. Близько 60 ветеранів прибули до школи з Молдавії, а також з Москви, Києва, Уфи та інших міст. Ця урочиста подія стала можливою завдяки кропіткій праці вчителів та учнів на чолі з Т. О. Товстюк, учителем історії, «учителем-методистом», заступником директора з навчально-виховної  роботи (1985—2003 рр.), нагородженої знаком  «Відмінник народної освіти».  Кімната Бойової Слави, яка впродовж 30 років є центром патріотичного виховання учнів, неодноразово відзначалася нагородами та грамотами міського та обласного рівнів.
Процес «перебудови» в країні спричинив у педагогічному колективі цілий ряд демократичних  змін.  Приділялась увага психологічному розвантаженню учасників навчально-виховного процесу. У гімназії облаштовувалися  місця відпочинку для вчителів та учнів. Яскравою подією стало відкриття оновленої гімназійної бібліотеки  з  музично — літературною  вітальнею.  Завідувачка  бібліотекою  С. Ю. Третяк невтомно виховувала в учнів не тільки читацьку культуру, а й естетичні смаки. Багато  років сумлінної праці віддали гімназії вчителі початкових класів — Т. І. Васюра, І. П. Чередайко, В. І. Ковтун, А. М. Тітенко, І. І. Ткач, О. Г.  Кузьміна, А. Л. Добробатько, Л. О. Арутюнова, Л. В. Новодворська, історії — В. І. Лисиченко, Н. В. Келембет, англійської мови — М. В. Яременко, фізичної культури — С. Б. Іринєєва, В. Т. Сухостат, математики — М. П. Близнюк, Н. І. Чугай, української мови — В. М. Петрусь, Л. В. Синельова, російської мови  - Ю. Б. Наубетова, О. М. Борщик, праці — Л. М. Неонова, Л. С. Степаненко, А. П. Самоненко, Л. І. Дружко.  На посаді вчителя географії тут завершував свою педагогічну діяльність  заслужений учитель УРСР, нагороджений знаком «Відмінник народної освіти УРСР» та «Відмінник народної освіти СРСР», кавалер Ордена Леніна  Коротич Сергій Тарасович.
Консервативні методи управління освітою в державі наштовхувалися на пробудження демократизму серед батьків, учнів та вчителів. Саме тому учні випускного класу на чолі з комсоргом  Максаком Олегом (нині знана в місті людина, юрист, депутат міської ради) підтримали акцію протесту представників Народного Руху України за покращення екологічної ситуації в місті. За такий сміливий вчинок вихованців директору Д. С. Манженко було оголошено сувору догану.
З часом демократичні перетворення сприяли позитивним змінам у галузі освіти.  1991 року  директором гімназії було призначено О. В. Довбню, учителя фізики, «учителя-методиста», нагородженого знаком «Відмінник освіти України», керівника — новатора, який змінив обличчя закладу. Робота колективу ґрунтувалася на засадах  гуманізації навчально-виховного процесу, що сприяло впровадженню новітніх технологій та створенню умов для гармонійного розвитку особистості. Оновлення розпочалося з модернізації внутрішнього інтер'єру навчального корпусу: затишні класні кімнати з новими меблями та ТЗН, пластикові вікна, сучасний кабінет інформатики, картинна галерея, «зимовий сад» з фонтаном. Такі комфортні умови в закладі поліпшували настрій вихованців та формували в них позитивне ставлення до школи. Педагогічний колектив ставив за мету не тільки надання освітніх послуг для учнів, але й залучення батьків і громади мікрорайону до вирішення соціальних та інших проблем міста. Гімназія фактично стала освітнім і культурним центром мікрорайону.
Новини життя навчального закладу учні висвітлювали в газеті «Інфогімназія» (40 примірників щомісяця), редактором якої була вчитель історії та правознавства О. М. Рогозна. 2010 року видання було відзначено Дипломом лауреата XIII Національного конкурсу гімназійних газет Полтавської області.
З 2011 року діє гімназійний сайт, який на сучасному етапі посів лідерську позицію серед навчальних закладів і став важливою складовою інформаційного простору міста. Це дало можливість налагодити інформування дітей, батьків, учителів, мешканців мікрорайону, партнерів, спонсорів.
У 2011 році гімназії присвоєно статус громадсько–активної (ГАГ), що передбачає демократизацію закладу в цілому, волонтерську діяльність, партнерство з громадою.  Новим змістом навчально-виховний процес майстерно наповнюють заступники директора, справжні професіонали, «учителі-методисти» Л. С. Ванжула і С. В. Таран Пріоритетним напрямком виховної роботи в гімназії стало національно — патріотичне виховання. Високу духовність і радість пізнання плекає в майбутніх громадянах дружній  колектив учителів: «учителі-методисти»  С. В. Тимошенко та В. П. Лазуріна, а також В. В. Неверова, Н. В. Аврахова, Т. В. Гавриш, Н. С.  Буданова та інші. За ініціативи О. П. Кишлян, заступника з виховної роботи (2003—2006 рр.), доброю традицією стало проведення щорічного фестивалю українського мистецтва «Диво калинове», що сприяє вихованню юних талантів та радує батьків і мешканців усього мікрорайону. Учні школи беруть участь у роботі  міського товариства «Просвіта». Завдяки талановитим учителям української мови та літератури В. К. Троцькій, «учителю-методисту», та Н. В. Корецькій  діти є постійними переможцями мовно-літературних конкурсів.
Гордістю навчального закладу є козацька організація «Джура», яку очолює Ю. І. Побіжко, учитель історії, булавний Кременчуцького полку Полтавського Крайового Козацького товариства, нагороджена медаллю «Чарівна сила України».
У 2011—2012н.р. у гімназії було впроваджено експериментальний курс «Медіакультура». За справу взялася творчий учитель Ю. С. Даніленко, яка мала досвід викладання нових предметів художньо-естетичного циклу (художньої праці, художньої культури, естетики). 2011 року взяла участь в обговоренні Державного стандарту середньої та старшої школи за участю Міністра освіти України  Д. В. Табачника в м. Києві.
Волонтерська діяльність учнівського колективу, який плідно співпрацює з Громадською організацією «Майдан», неодноразово висвітлювалася ЗМІ міста та області. Діти отримали Лист подяки військової  частин зони АТО за допомогу в розбудові Збройних Сил України.
Вивчаючи досвід виховання в контексті євроінтеграції України та формування європейської свідомості української молоді, навчальний заклад постійно відвідують гості, у тому числі  й іноземні. Учні гімназійного центру дитячої дипломатії «Альянс», роботою якого керує вчитель англійської мови Т. В. Горяна, завжди гостинно вітають  освітян міста та області.
Багато років поспіль учнівська спортивна команда є призером міських та обласних змагань. Виховує юних «учитель-методист» Л. В. Лобода.
У 2015—2016 н.р. у гімназії навчається 545 учнів і працює 34 вчителі, серед яких є  лауреати й переможці міських та обласних етапів Всеукраїнського конкурсу «Учитель року», 7 мають педагогічне звання «вчитель-методист», 1 — «старший учитель», 2 — нагороджені нагрудним знаком «Відмінник освіти України».
Знайти себе в будь-якій сфері життєдіяльності, розпізнати власні здібності  учням допомагають досвідчені  педагоги: учитель фізики Н. Г. Подзорова, інформатики С. В. Мелешко, математики І. І. Скиба, С. В. Шайнога, російської мови Н. В. Топко, Л. І. Горкун, О. І. Пронякіна (практичний психолог), української мови Л. С. Пасічнюк, музики В. В. Дмитрієва, Р. Г. Прокіпець, педагог-організтор Р. О. Щербак, хімії О. М. Жуган, біології Н. З. Щербак, Н. І. Холод, географії І. М. Олейнікова, англійської мови М. В. Яременко, С. М. Бондаренко, І. І. Каваценко, Я. В. Бордюг, В. С. Погребняк, В. П. Лашко, яка впродовж 40 років працює на освітянській ниві. З 2024 року навчальний заклад очолює Ванжула Лілія Станіславівна(вчитель математики)
Сьогодні Кременчуцьку  гімназію № 16, заклад Свободи, Правди, Любові, по праву називають сучасним закладом освіти європейського типу. Згуртований колектив педагогів виховує гармонійно розвинену, національно свідому особистість, здатну до самореалізації в громадянському суспільстві.

## Структура закладу
Результати співпраці залежать від вікової структури колективу. Колектив гімназії є організмом, у якому функціонують представники різних вікових категорій: До 30 років — 4, 31 — 40 р. — 11, 41 — 50 р. — 13, 51 — 55 р. — 7, понад 55 р. — 8.
На сьогодні[коли?] у гімназії працюють 43 вчителі, серед них: 2 нагороджено знаком «Відмінник освіти України; 7 мають звання „учитель-методист“; 1 має звання „старший учитель“» 12 спеціалісти вищої категорії; 18 спеціалісти першої категорії.
Педстаж: понад 20 р. — 30; 10 — 20 р. — 8; 3 — 10 р. — 3; до 3-х р. — 2
Педагогічний колектив гімназії стабільний, плинності кадрів немає.[джерело?]
| Навч. рік Показники | 2005-2006 | 2006-2007 | 2007 — 2008 | 2008-2009 | 2009- 2010 | 2010- 2011 | 2011- 2012 | 2012- 2013 | 2013- 2014 | 2014- 2015 | 2015- 2016 |
| На початок року     | 683       | 641       | 604         | 563       | 572        | 522        | 498        | 508        | 514        | 528        | 546        |
| На кінець року      | 685       | 643       | 588         | 555       | 522        | 514        | 508        | 506        | 505        | 546        | 545        |

## Громадська активність гімназії
Навчальний заклад отримав сертифікат «громадсько-активної гімназії».

### Національно-патріотична гімназія
Започатковано акцію «Лінійка у вишиванках», до якої долучаються учні, учителі, батьки та гості гімназії.
Щорічно в гімназії проводиться фестиваль українського мистецтва «Диво калинове». Формування естетичних якостей, відродження українських звичаїв та традицій, пропаганда українського мистецтва та розвиток творчих здібностей учнів — мета цього яскравого театралізованого дійства, яке об'єднує учнів, батьків, мешканців громади та вчителів.
На першому поверсі з'явилась сучасна зала європейського декору з прапорами міста, держави і Євросоюзу, тематика якої відповідає нинішньому стратегічному курсу країни.  Це не просто естетичне оздоблення гімназійного холу, а діюча експозиція, де проводяться екскурсії для учнів 1-9 класів, їх батьків та гостей гімназії.  6 травня 2015 року, в День Європи, гімназію 16 відвідав віце-консул   Генерального консульства Республіки Польща Ян Здановськи. Гімназія тісно співпрацює з волонтерами Громадської організації «Майдан», на їх замовлення плели зимові та літні маскувальні сітки для зони АТО, виготовляли  поробки, малюнки, українську символіку, збирали теплий одяг, продукти харчування, засоби індивідуальної гігієни, ліки та інші необхідні речі для воїнів АТО. Учні гімназії першими взялися за надзвичайно кропітку роботу: виготовлення макету бійця для зони АТО.
У навчально-виховний процес  педагоги нашої гімназії впроваджують форми і методи виховної роботи, що лежать в основі козацької педагогіки. З 2011 р. у гімназії існує козацька організація «Джура», членами якої є не тільки учні, а й учителі та представники адміністрації. Хлопці та дівчата беруть активну участь у міському етапі військово-патріотичної гри «Патріот», «Сокіл» («Джура»), постійно співпрацюють з Полтавським Окружним Козацьким товариством  на чолі з генерал — осавулом Олексієм  Жовтобрюхом.

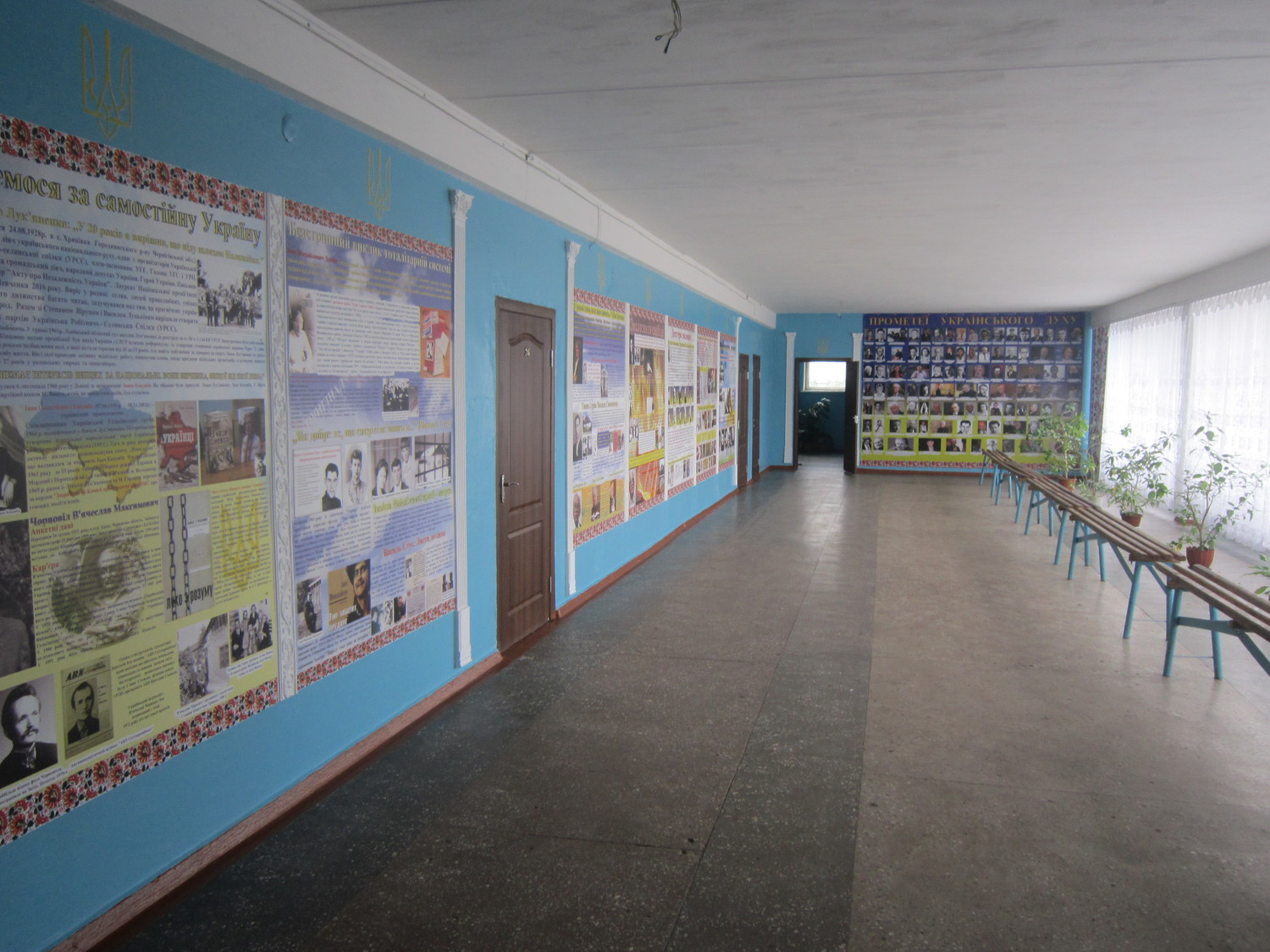
Шістдесятники та дисиденти в боротьбі за незалежність України

На ІІ поверсі навчального закладу  створена експозиція «Славетні віхи визвольної боротьби», яка висвітлює історію, традиції та боротьбу українського козацтва, діяльність ОУН-УПА за незалежність України.
На III поверсі оформлена експозиція про опозиційний рух в Україні, який тривав близько 40 років (поч. 50-ті рр. — кін. 90-ті рр. XX століття): «Зародження дисидентського руху на Україні»; «Шістдесятники України-культурна опора дисидентського руху»;  «Зачаття в дусі»- вибух — смерть; Ми боремося за самостійну Україну"; «Страшні слова, коли вони мовчать…» (Ліна Костенко); «Смолоскипи свободи»; «Десятеро сміливих. Усі члени-засновники Української Гельсінської групи»; «Я український художник  і моя творчість повинна бути національною» (Веніамін Кушнір); «Повернення додому. А проте: ми ще повернемось бодай — ногами вперед, але: не мертві, але: не переможені, але: безсмертні» (Василь Стус); «Прометеї українського духу».
25 листопада 2015р на базі гімназії відбувся обласний науково-практичний  семінар «ГІМНАЗІЯ І ГРОМАДА — ПРОСТІР ДЛЯ ЖИТТЯ ДИТИНИ». Розпочався семінар з відкриття погруддя Тарасу Шевченко, яке подарував школі викладач дитячої музичної школи № 1, кобзар-бандурист, заслужений працівник культури України  Козак Микола Степанович. Голова міськрайонної «Просвіти» Марія Григорівна Усцова розповіла про  українського  поета, письменника, художника, громадського  та політичного діяча. Потім лунали пісні під звучання бандури у виконанні Миколи Степановича. 12 жовтня 2016 року в гімназії побувала в гостях Лариса Лісовська (Горліс-Горська) — дочка Юрія Горліс-Горського — автора знаменитого історико-документального роману «Холодний Яр». Разом з нею завітала і її старша дочка Ляля Горська (Lyalya Horsky) і львів'янин, заступник голови наукового Товариства ім. Петра Могили, координатор проекту «Збережемо літературну спадщину Юрія Горліса-Горського», упорядник і перекладач  Богдан Горбовий. 
З 2016 року започаткована екскурсія коридорами гімназії для учнів, батьків, громадськості мікрорайону з теми «Збройна та інтелектуальна боротьба українського народу за незалежність» у виглядів блоків:
- Національно-патріотичне виховання — складова навчально-виховного процесу в школі

Таран Світлана Володимирівна, заступник директора з навчально-виховної роботи   
- Забезпечення міжпредметних зв'язків під час вивчення історичних персоналій в межах навчальних предметів

Побіжко Юлія Іванівна, екскурсія коридорами школи: «Зародження дисидентського руху» учитель історії  
Троцька Віра Купріянівна, екскурсія коридорами школи: «Страшні слова, коли вони мовчать…» учитель української мови та літератури 
Сокур Ольга Павлівна, екскурсія коридорами школи: «Я український художник і моя творчість повинна бути національною» учитель образотворчого мистецтва
- Замовчувані сторінки нашої історії: чи потрібно відкривати темну завісу…

Рогозна Оксана Миколаївна, екскурсія коридорами школи: «Люди Свободи» учитель історії 
Горяна Тетяна В'ячеславівна, екскурсія коридорами школи: «І повіє огонь новий з Холодного Яру…» учитель англійської мови

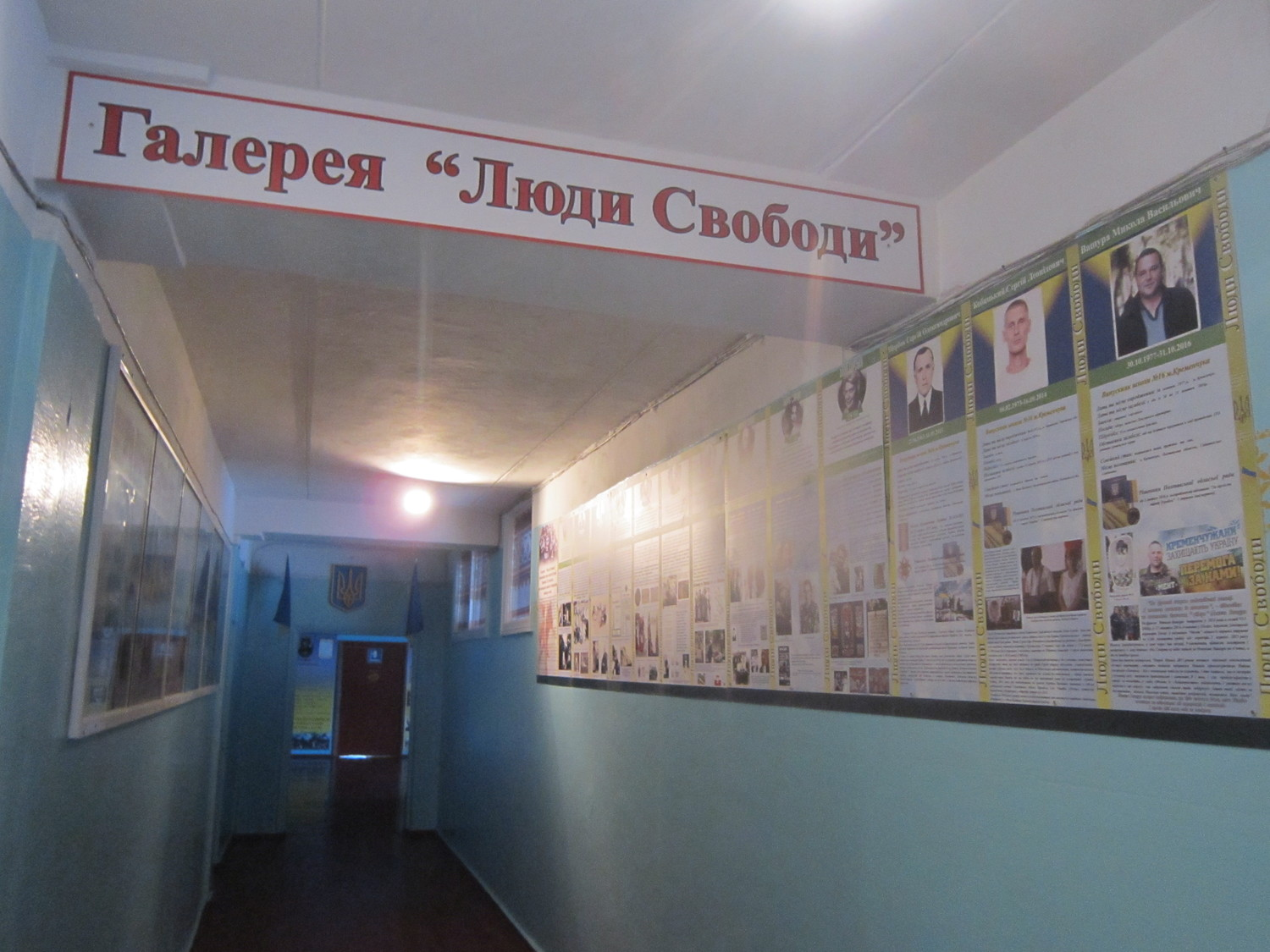
Люди Свободи

### Люди Свободи
У гімназії на другому поверсі в грудні 2016 року відкрилася Галерея «Люди Свободи».

## Матеріально-технічна база
5 травня 2011р  в 16-й гімназії Кременчука урочисто відкрили футбольне поле з штучним покриттям. 300 тис. гривень на його будівництво виділило підприємство «Нібулон», яке звело на Першому Занасипі в 2010 році свій новий перезавантажувальний термінал (елеватор).  Для поля використано дороге італійське покриття.
В рамках проекту ГАГ-16 «Дворовий футбол» проводяться товариські зустрічі з футболу під егідою громадської організації «Рідне місто».